# 妙道寺 (赤穂市)
妙道寺（みょうどうじ）は、兵庫県赤穂市の坂越にある浄土真宗本願寺派の仏教寺院。山号は光明山。茶臼山の麓、「大道」に面して建つ。

## 概要
創建は1532年で、開基者は学西とされる。
本尊である木造阿弥陀如来像は1632年2月18日に高砂沖で魚網にかかり引き上げられたもの。
これを奥藤又次郎が本堂に安置したとされる。そのため本尊には貝殻が付着した痕跡がある。
坂越で初めての寺子屋はここで開かれた。
近隣に大手殺虫剤メーカーであるアース製薬の坂越工場・研究所が所在することもあり、毎年12月に同社が虫供養を行っている。

## 境内
- 本堂 - 江戸時代（1734年）再建
- 山門 - 江戸時代（1753年）再建
- 鼓楼 - 江戸時代（1742年）建立
- 鐘楼 - 江戸時代（1749年）建立
- 納骨堂

## 所在地
〒678-0172 兵庫県赤穂市坂越

## 交通アクセス
- JR赤穂線 坂越駅 徒歩15分

## 周辺情報
- 坂越 （都市景観100選）
  - 坂越まち並み館、旧坂越浦会所、奥藤酒造郷土館、大避神社、妙見寺、妙道寺、児島高徳朝臣の墓、坂越浦城跡、茶臼山城跡、船岡園、みかんのへた山古墳、海の駅しおさい市場、千種川 （名水百選）
- 生島 （国の天然記念物、瀬戸内海国立公園）
  - 秦河勝の墓
- 御崎 （瀬戸内海国立公園）